# ミッドナイト☆ドラマ
ミッドナイト☆ドラマは、WOWOWが2008年から2011年に不定期に制作・放送していたテレビドラマのシリーズ。全作品ハイビジョンでの製作。

## 概要
概ね一話30分（初回は拡大版の場合あり）。特徴としては、漫画原作など、同じWOWOWのドラマWよりも、深夜を意識した企画性の高い作品が多いことがあげられる。

## 放送一覧
これらは、初回の放送に限り無料放送（衛星受信機=一部局除くケーブルテレビを含む=を持っているなら誰でも視聴可能）で放送されている。
1. てやんでいBaby 2008年3月7日 - 4月4日・全5回
  - 原作：とみざわ千夏
  - 出演：品川祐、水野美紀、東幹久ほか
2. 藤子・F・不二雄のパラレル・スペース 2008年10月31日 - 12月5日・全6回
  - 原作：藤子不二雄
  - 脚本：三浦有為子ほか
  - 出演：長澤まさみ、ケイン・コスギほか
3. 超人ウタダ 2009年1月30日 - 3月20日・全8回
  - 原作：山本康人
  - 脚本：丸茂周、森ハヤシ
  - 出演：塚地武雅、片桐仁ほか
4. 借王-銭の達人- 2009年10月10日 - 11月28日・全8回
  - 原作：土山しげる、平井りゅうじ
  - 監督・脚本：香月秀之
  - 出演：寺島進、西田尚美、堀部圭亮ほか
5. SOIL ソイル 2010年3月6日 - 4月24日・全8回
  - 原作：カネコアツシ
  - 監督：清水崇、山口雄大
  - 出演：星野真里、田山涼成ほか
6. 豆腐姉妹 2010年7月31日 - 8月28日・全5回
  - 脚本：鈴木智尋
  - 監督：筧昌也
  - 出演：吉高由里子ほか
7. TOKYO23〜サバイバルシティ 2010年9月4日 - 10月2日・全5回 
  - 原作：橋本エイジ、嵐田武
  - 脚本：渡辺雄介
  - 監督：西村了
  - 出演：柳楽優弥、本郷奏多ほか
8. 借王II-運命の報酬- 2011年1月8日 - 2月26日・全8回
  - 原作：土山しげる、平井りゅうじ　
  - 監督・脚本：香月秀之
  - 出演：中村俊介、本上まなみほか
9. 人間昆虫記 2011年7月30日 - 9月11日・全7回
  - 原作：手塚治虫
  - 脚本：高橋泉　
  - 監督：白石和彌、高橋泉
  - 出演：美波、ARATAほか